# Глазырино
Глазырино (мар. Глазырин) — деревня в Сернурском районе Республики Марий Эл. Входит в состав Сердежского сельского поселения.

## География
Находится в северо-восточной части республики Марий Эл на расстоянии приблизительно 5 км на восток от районного центра посёлка Сернур.

## История
Известна с 1834 года как починок по речке Сердежу Глазырино тож с населением 33 человека. В 1877—1883 годах в починке Глазырино в 12 верстах от волостного правления значилось 14 дворов, 18 домов. По словам старожилов, деревню основали переселенцы из Орловского уезда Черных и Глазырины. В 1885 году указано 17 дворов, проживали 114 человек, все русские. В 1925—1926 годах в деревне проживали 173 человека в 27 дворах. В 1974 году насчитывалось 13 хозяйств, проживали 37 человек. В 2005 году в деревне числилось 29 хозяйств. В советское время работали колхозы «Красный пахарь», имени Сталина, «Дружба» и «Сила».

## Население
Население составляло 97 человек (русские 28 %, мари 71 %) в 2002 году, 103 в 2010.